# Czerwiec 2009 w sporcie

## 29 czerwca

### Tenis ziemny
- ATP World Tour 2009 – Wimbledon, runda 3:
  -  Łukasz Kubot,  Oliver Marach 6:7, 7:6, 6:1, 6:3  Viktor Troicki,  Christopher Kas[1]
- WTA Tour 2009 – Wimbledon, runda 4:
  - Agnieszka Radwańska  7:5, 6:4  Melanie Oudin[2]

## 28 czerwca

### Sporty motorowe

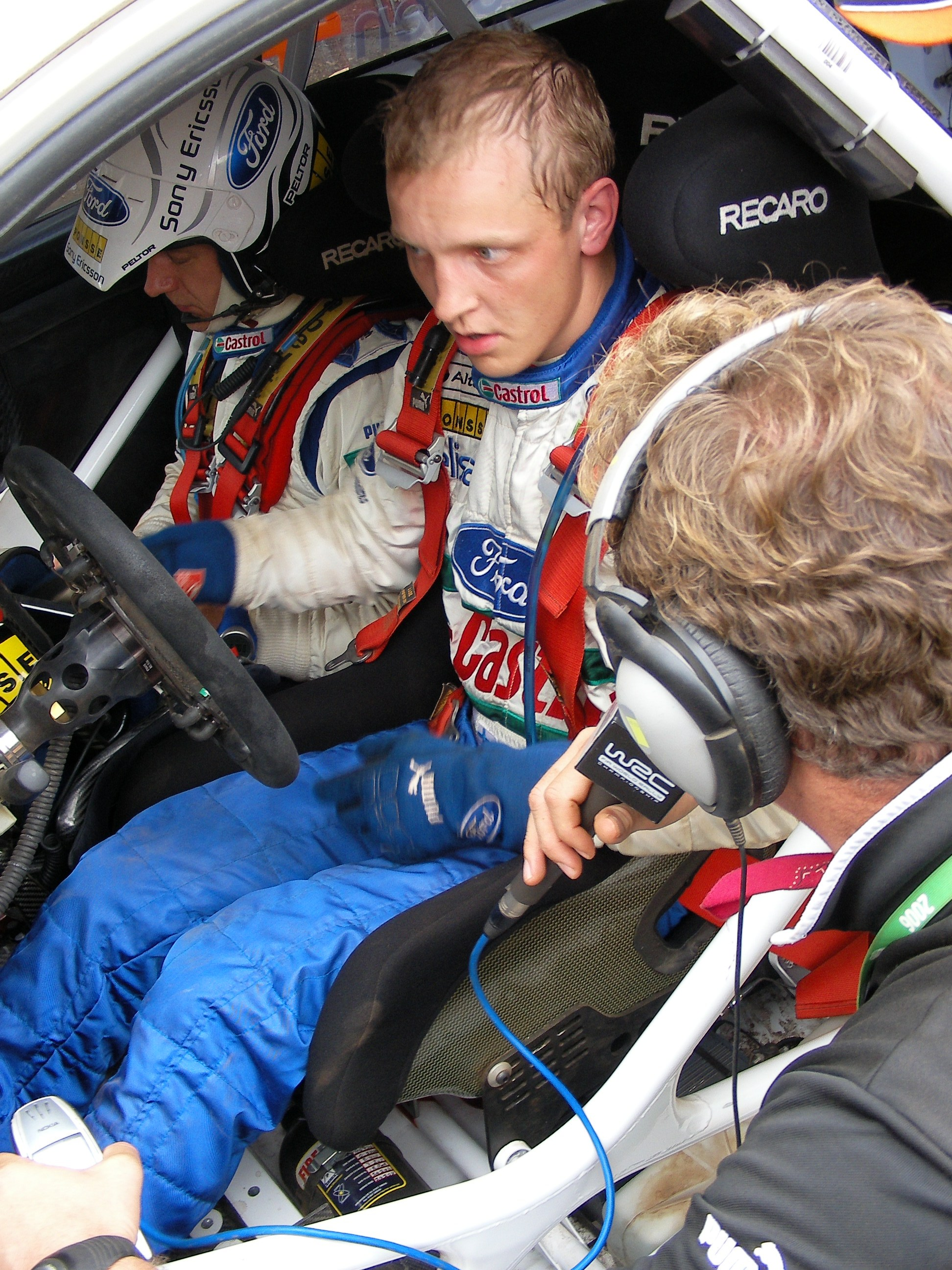
Mikko Hirvonen

- Rajdowe Mistrzostwa Świata, 8 eliminacja Rajd Polski 2009:
  -   Mikko Hirvonen
  -   Daniel Sordo
  -   Henning Solberg[3]

### Kolarstwo

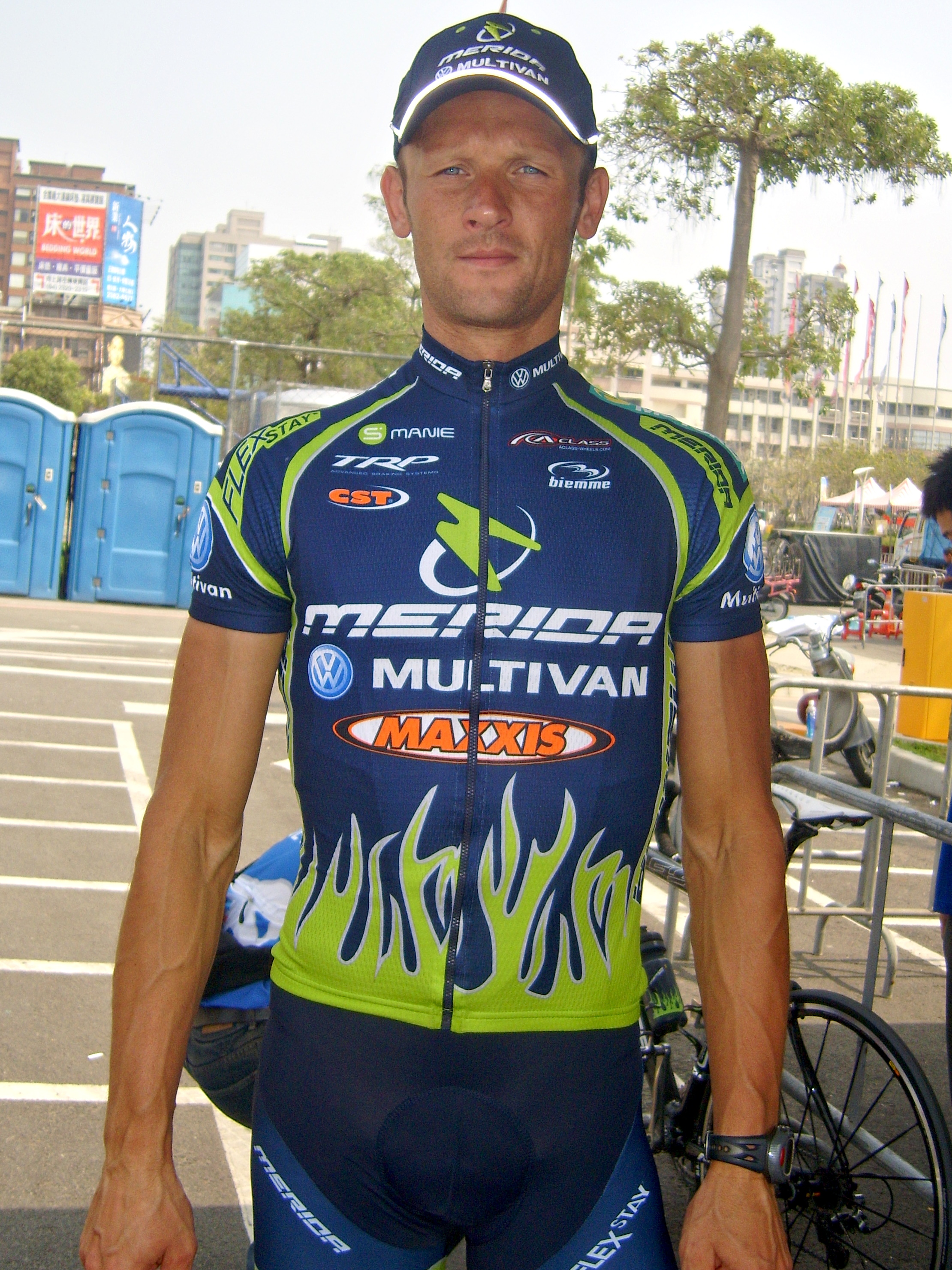
Krzysztof Jeżowski

- Krzysztof Jeżowski (CCC Polsat Polkowice) mistrzem Polski[4]

### Lekkoatletyka
- Puchar Europy w wielobojach 2009:
  - Polska reprezentacja kobieca (Kamila Chudzik, Karolina Tymińska, Małgorzata Reszka, Patrycja Marciniak) wygrała Puchar Europy, indywidualnie  Kamila Chudzik zajęła 2. miejsce przegrywając z  Hanną Mielniczenko o 2 punkty[5]

### Biegi uliczne
- Janusz Sarnicki wygrał bieg uliczny na 5 km w Naperville[6]

### Piłka nożna
- Puchar Konfederacji:
  - Finał:
    - USA  2:3  Brazylia

  - Mecz o 3. miejsce:
    - Hiszpania  3:2  RPA[7]

### Piłka siatkowa
- Liga Światowa siatkarzy: 
  - Grupa D
    - Polska 0:3 (19:25, 21:25, 20:25) Brazylia[8]

## 27 czerwca

### Piłka siatkowa
- Liga Światowa siatkarzy
  - Grupa A
    - Holandia 2:3 (25:21, 25:23, 19:25, 15:25, 9:15) Włochy

  - Grupa B
    - Francja 3:1 (25:18, 25:19, 16:25, 25:21) Korea Południowa

  - Grupa D
    - Polska 0:3 (23:25, 22:25, 10:25) Brazylia
    - Finlandia 3:0 (25:21, 25:23, 25:19) Wenezuela[9]

### Tenis ziemny
- WTA Tour 2009 – Wimbledon, runda 3:
  - Agnieszka Radwańska  6:4, 7:5  Li Na[10]

## 21 czerwca

### Formuła 1
- Grand Prix Wielkiej Brytanii 2009:
  -   Sebastian Vettel (Red Bull-Renault)
  -   Mark Webber (Red Bull-Renault)
  -   Rubens Barrichello (Brawn-Mercedes)
  -   Robert Kubica (BMW Sauber)

### Rugby
- Pierwsza Liga Rugby, finał:
  - Arka Gdynia 23:28 Blachy Pruszyński Budowlani Łódź (→ Budowlani Łódź  MISTRZEM POLSKI)[11]

## 1 czerwca

### Tenis ziemny
- WTA Tour 2009 – French Open, gra pojedyncza kobiet, 1/8 finału:
  - Agnieszka Radwańska  4:6, 6:1, 1:6  Swietłana Kuzniecowa[12]